# Porzia de' Rossi
Porzia de' Rossi (Napoli, 1515 circa – Napoli, 13 febbraio 1556) fu la madre di Torquato Tasso.

## Biografia
Porzia nacque da Jacopo de' Rossi, di origini pistoiesi, e dalla napoletana Lucrezia Gambacorta, anch'essa di origine toscana. La famiglia toscana dei Gambacorta resse più volte la signoria di Pisa nel XIV e XV secolo e un Gherardo Gambacorta si trasferì a Napoli nel 1454.
Rimasta presto orfana di padre, fu fatta sposare nel 1536 a Bernardo Tasso, segretario di Ferrante Sanseverino, principe di Salerno, con un'ingente dote che i suoi cinque fratelli versarono soltanto in parte. La coppia si stabilì nella casa di Bernardo, a Salerno, dove nel 1537 nacque la figlia Cornelia. Si trasferirono nel 1543 a Sorrento, dove l'11 marzo 1544 nacque il secondo figlio Torquato.
La ribellione del Sanseverino e dei nobili del Regno contro il viceré di Napoli Pedro de Toledo coinvolse anche Bernardo Tasso, che fu esiliato ed ebbe confiscati i beni. Nel 1550 Porzia de' Rossi dovette perciò lasciare Salerno per trasferirsi nella casa materna di Napoli, sotto tutela dei fratelli, uno dei quali, Scipione, abate del convento di Santa Maria, la fece entrare con la figlia Cornelia nel monastero dei Santi Festo e Sossio, mentre Torquato, nel 1554, riuscì a raggiungere il padre a Roma.
Porzia morì nel 1556 e i fratelli s'impossessarono dei suoi beni, malgrado una lunga vertenza giudiziaria che li oppose a Bernardo e Torquato Tasso. Bernardo, appresa la morte della moglie, la ricordò così: «Ella era giovane, e d'onesta e graziosa bellezza, e tanto gelosa del suo onore, che contra ogni nostro naturale istinto, ha desiderato più volte, dopo l'infelice caso dello esiglio mio, d'essere vecchia e brutta».
Arrivò anche a ipotizzarne la morte violenta ad opera dei fratelli della sposa: «Piango la qualità della morte la qual, per quanto posso conietturare, è stata violenta, o di soverchio dolore o di veleno, essendo morta in ventiquattro ore».
Torquato la ricordò nel 1578 con grande tenerezza e rimpianto nell'incompiuta canzone autobiografica Canzone al Metauro:
(vv. 31-35)